# أصنوفة الزومبي

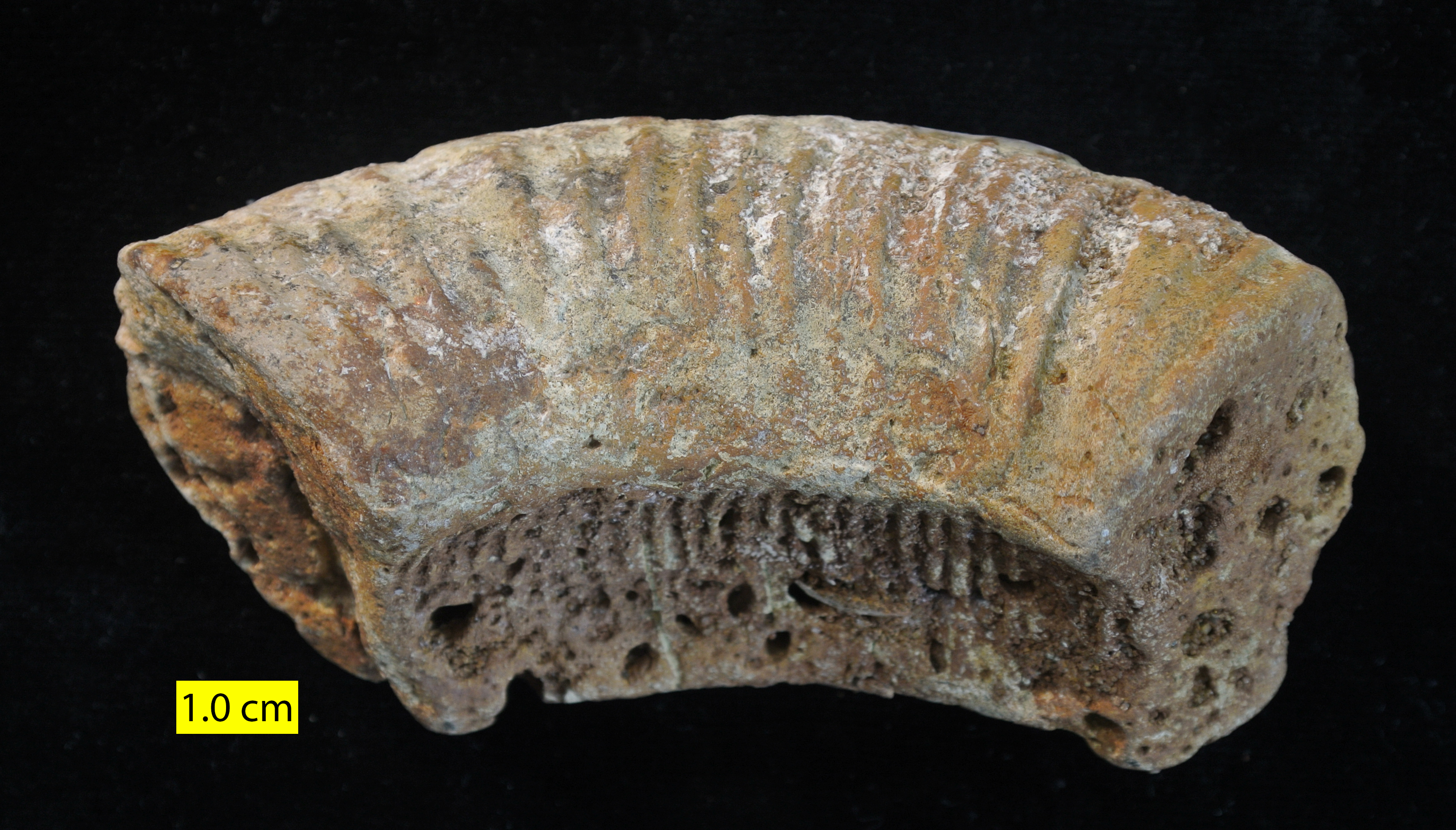

أصنوفة الزومبي أو تأثير الزومبي في علم الأحياء القديمة تشير إلى أحفورة مثل سن الديناصور التي تم نقلها مع الرواسب وإعادة ترسيبها في الصخور و / أو في الرواسب أحذث سنًا بملايين السنين. هذا الخطأ الأساسي في تفسير عمر الحفريات يؤدي إلى تسميته بشكل خاطئ، من حيث أن الحفريات المكتشفة كانت في مرحلة ما متحركة على الرغم من أن الكائن الأصلي قد مات منذ فترة طويلة. عندما يحدث ذلك توصف الأحفورة بأنها «أحفورة معاد صياغتها».